# Tegenaria domesticoides
Tegenaria domesticoides är en spindelart som beskrevs av Schmidt och Piepho 1994. Tegenaria domesticoides ingår i släktet husspindlar, och familjen trattspindlar. Inga underarter finns listade i Catalogue of Life.